# Halitophobie
Als Halitophobie wird die unbegründete und anhaltende Angst bezeichnet, an Mundgeruch (Halitosis) zu leiden und andere dadurch zu belästigen. Im ICD-11 ist die Olfactory reference disorder nicht unter Phobien, sondern wegen des obsessiven Charakters unter den Zwangsstörungen aufgeführt.
Bei einer Untersuchung in einer Mundgeruch-Sprechstunde gaben Betroffene eine höhere Beeinträchtigung des Soziallebens im Vergleich zu Patienten mit objektivierbarer Halitosis an.